# Dupond i Dupont
Dupond i Dupont són dos personatges ficticis creats pel dibuixant belga Hergé a la seva sèrie de còmics Les aventures de Tintín. Hergé hi veu un dels seus nombrosos alter ego i en diu: «Quan es tracta de donar vida als personatges, crec que només ho puc fer jo perquè Tintín, el capità Haddock, el professor Tornassol, Dupond i Dupont i tots els altres són jo».
Són dos agents de la policia secreta idèntics en aspecte i vestimenta, essent l'única diferència la forma del bigoti que en un cas apunta cap amunt i en l'altre cap avall. Sempre apareixen en conjunt i no sembla que tinguin personalitats gaire diferenciades. Segurament la intenció de l'autor fou la de caricaturitzar un determinat tipus de funcionari. Els seus noms són un acudit en el sentit que malgrat ser molt semblants fins al punt de semblar bessons, el cognom, també molt semblant, té una petita diferència que demostra que no ho són. Són d'aquelles parelles com Mortadel·lo i Filemó, «no es podria entendre l'un sense l'altre i viceversa.»
Val a dir que són de mena distreta i bastant curts de gambals, i sovint incompetents per a les missions que els assignen. El seu paper dins de les historietes sol ser secundari; sovint apareixen per fer gags o per aportar alguna dada a en Tintín.
Entre les accions habituals d'aquests personatges destaca el fet que sovint, volent passar inadvertits disfressant-se amb el vestit típic del lloc, en realitat tenen un aspecte ridícul, i també solen equivocar-se àmpliament sobre allò que estan investigant. Així mateix els dos personatges solen repetir o contradir-se, i arriben a dir just el contrari o alguna cosa sense sentit. És típica d'ells dos la frase: «Jo encara diria més…»
La seva primera aparició tingué lloc a Els cigars del faraó, quart àlbum de la sèrie, en el qual pretenen arrestar en Tintín pel seu presumpte tràfic de drogues. Abans de publicar-se en àlbum es va publicar serialitzada a Le Petit Vingtième sent la seva primera aparició al seu número del 29 de desembre de 1932. Això no obstant, a la reedició en color de Tintín al Congo, el segon àlbum de la sèrie, que es publicà el 1947, Hergé ja els fa aparèixer a la primera vinyeta, a l'escena on Tintín pren el tren per iniciar el seu viatge al Congo. Hi substitueixen operaris del tren de la versió original.
Tenen una aparició cameo a Astèrix a Bèlgica on anuncien l'arribada de Juli César. També han esdevingut l'arquetip per dos personatges (polítics, artistes…) que intenten diferenciar-se, però que no hi reïxen, quants esforços facin.

## En altres llengües

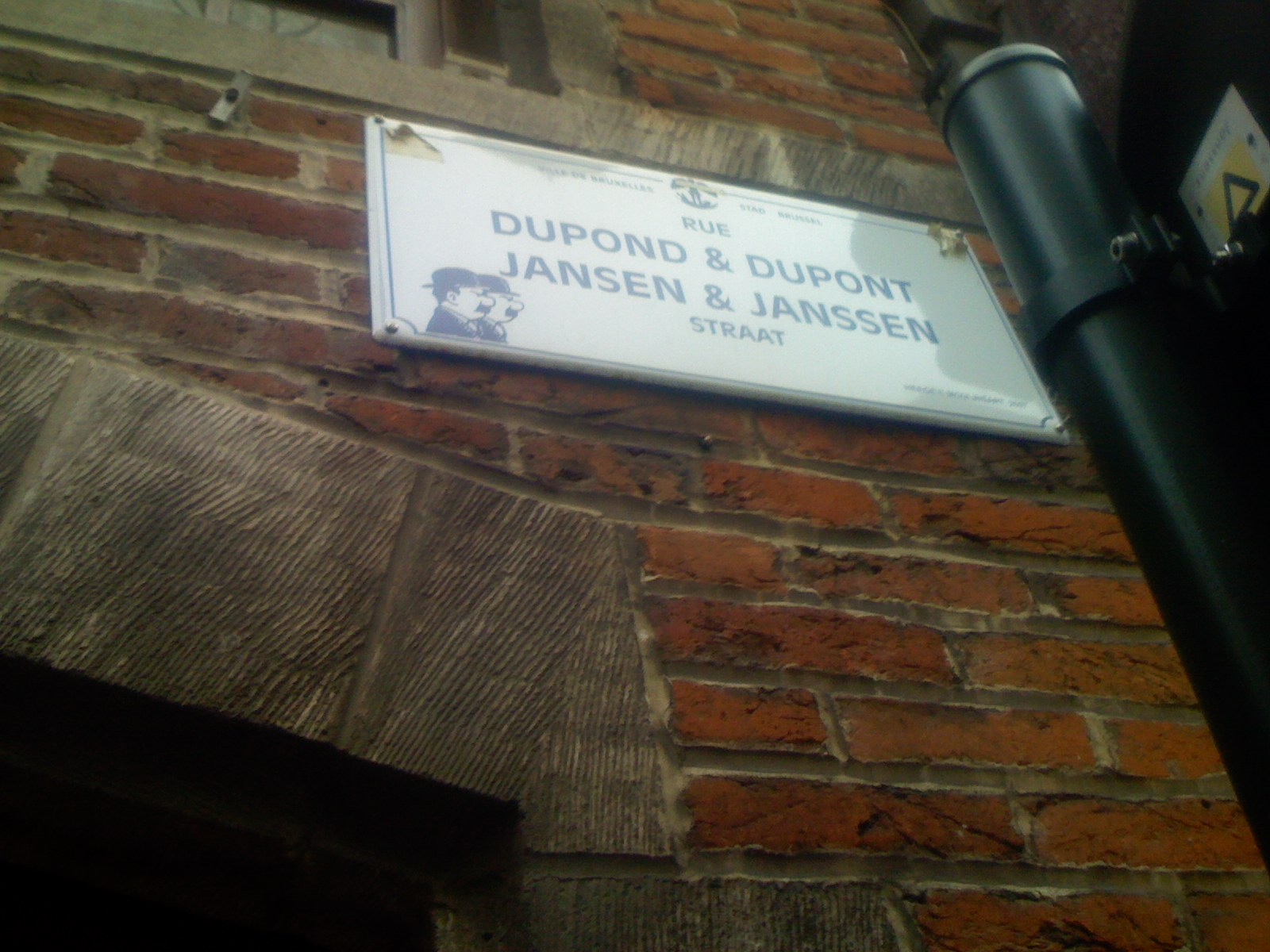
Placa del carrer de Brussel·les dedicat als dos personatges de Tintín

Els traductors de la sèrie han mirat de trobar cognom típiques en les diferents llengües noms per a aquest parell que es pronunciïn de manera similar o idèntica. La forma original, Dupond i Dupont, s'ha conservat, entre d'altres, en català, coreà, danès, finès, indonesi, italià, noruec, portuguès, suec i turc. Així, els Dupond i Dupont de l'original belga han esdevingut:
- afrikaans: Uys i Buys
- alemany: Schultze i Schulze
- anglès: Thomson i Thompson
- aragonès: Asín i Azín
- àrab: Tik i Tak
- basc, gallec i castellà: Hernández i Fernández
- bengalí: Johnson i Rohnson
- esperanto: Citserono i Tsicerono
- gal·lès: Johns i Jones
- grec: Ντυπόν i Ντιπόν en (Dupon i Dipon, que es pronuncien tots dos [di'pon])
- islandès: Skapti i Skafti
- japonès: Diupon i Diubon (デュポンとデュボン)
- llatí: Clodius i Claudius
- neerlandès: Jansen i Janssen
- persa (دوپونت و دوپونط – la diferència és a les dues t, que no sonen igual, transcrit Dupont i Dupont)
- portuguès Zigue i Zague
- serbi: Tomson i Tompson
- txec: Kadlec i Tkadlec e
- xinès: 杜邦和杜庞 (Dùbāng i dù páng)